# イシス・ナイル
イシス・ナイル Isis Nile（1969年10月5日 - ）は、エジプト系米国人のポルノ女優。

## 経歴
1993年7月、「More Dirty Debutantes 28」（エド・パワーズ監督）でデビューし、アラブ系のエキゾチックな容貌から人気を得て、1995年に引退するまでに100本を超える作品に出演した。

## 代表作
- 1993年 - 「Original Wicked Woman」
- 1993年 - 「County Line」
- 1993年 - 「Bottom Dweller Part Deux」
- 1994年 - 「Pussyman 5」
- 1994年 - 「Dog Walker」
- 1994年 - 「Return Of The Cheerleader Nurses」
- 1995年 - 「Clockwork Orgy」
- 1995年 - 「Sweat 'n Bullets」